# 食傷
| ウィキペディアには「食傷」という見出しの百科事典記事はありません（タイトルに「食傷」を含むページの一覧/「食傷」で始まるページの一覧）。 代わりにウィクショナリーのページ「食傷」が役に立つかもしれません。 |